# John Moses Browning

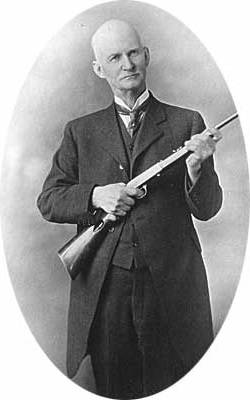
John Browning

John Moses Browning, född 23 januari 1855 i Ogden, Utah, död 26 november 1926 i  Liège, Belgien, var en amerikansk uppfinnare och vapenkonstruktör. 
John Browning tillhör, tillsammans med Samuel Colt, Gaston Glock, Hiram Maxim samt bröderna Paul och Wilhelm Mauser, världens mest tongivande konstruktörer av moderna eldhandvapen.
Till Brownings mest kända skapelser räknas:
- Winchester Model 1897 (hagelgevär, pumprepeter)
- FN Model 1903 (samma som Pistol m/07)
- M1911 (pistol i kaliber .45 ACP)
- Browning M1917 (samma som Ksp m/36)
- Browning M1919 (samma som Ksp m/39)
- Browning Automatic Rifle (samma som Kg m/21)
- Browning .50 Caliber Machine Gun
- Browning Hi-Power (9 mm pistol)